# 齊康 (嘉靖進士)
齊康（1526年—？），字太和，直隸廣平府永年縣人，民籍，明朝政治人物。

## 生平
嘉靖三十七年（1558年）戊午科順天府鄉試第二十八名舉人。嘉靖四十一年（1562年）中式壬戌科會試第七十名，三甲第一百七十八名進士。授陕西漳县知县，隆慶初选授广东道試御史，因弹劾大学士徐階，忤上意，降二级调外任。历官江西饶州府推官，四年五月升礼部主客司主事。

## 家族
曾祖齊盤；祖父齊復勝；父齊祥，母陳氏。具庆下。弟唐、赓。